# Stylidium lineare
Stylidium lineare är en tvåhjärtbladig växtart som beskrevs av Olof Swartz och Carl Ludwig von Willdenow. Stylidium lineare ingår i släktet Stylidium och familjen Stylidiaceae. Inga underarter finns listade i Catalogue of Life.

## Bildgalleri

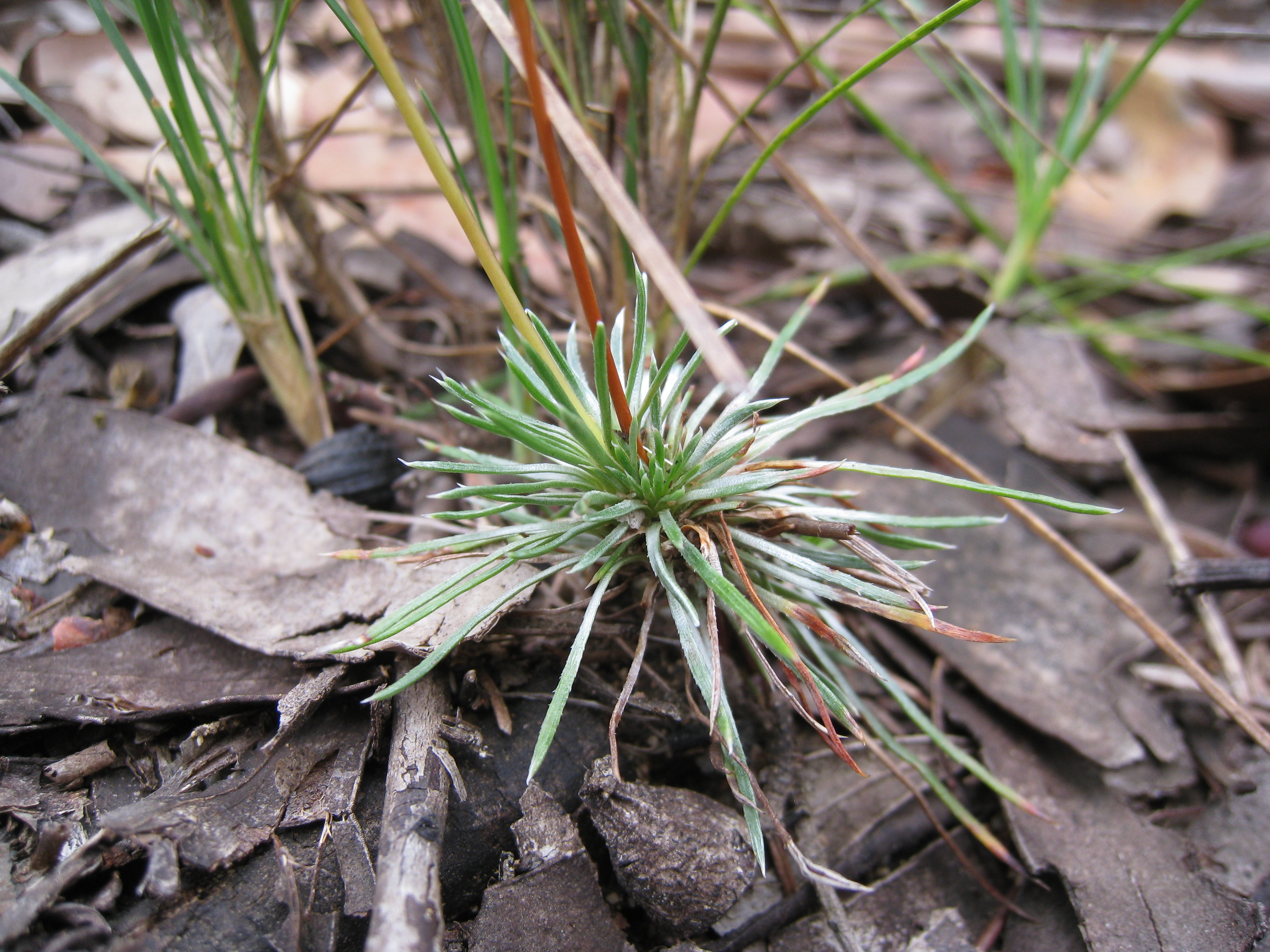